# Reflejos
Reflejos (ook wel Reflections) is een compositie van Leonardo Balada. Wat de reden was dat deze Catalaanse componist de deeltjes Penas en Alegriás tot één werk smeedde is onbekend. De deeltjes wijken voor wat betreft zo wat alles sterk van elkaar af. Alleen de instrumentatie is gelijk: dwarsfluit en strijkorkest of strijkkwartet. De fluitist treedt daarbij niet op als solist, maar is onderdeel van het ensemble.
Penas (Spaans voor straf) is in een traag tempo en klinkt klagelijk. Het is daarbij deels vast omschreven gecomponeerd en deels aleatorisch en soms behoorlijk dissonant. Naar het slot wordt het tempo flink opgevoerd om ineens weer stil te vallen.

Alegriás (Spaans voor Proost!) is geheel anders van opzet, snel, strak qua ritmisch en virtuoos, pinnig.
Het werk is geschreven in opdracht van de Atlanta Virtuosi Association, het New England Piano Quintet en de Cambridge Chamber Players. Het werk met als originele titel Muziek voor strijkorkest en dwarsfluit en beleefde haar première op 2 augustus 1988 met een herhaling op 5 augustus.
Het programma van die avonden liet een gevarieerd palet zien:
- Samuel Barber: Adagio for Strings (opus 11)
- Balada: Music for strings and flute
- Werner Torkanowsky : Atlanta divertimento
- Benjamin Britten:  Serenade voor tenor, hoorn en strijkers
- Bohuslav Martinu: Drie madrigalen
- Ernest Bloch: Pianokwintet (1923) en
- Claude Debussy: Sonate voor dwarsfluit, altviool en harp

In 2014 zijn er twee opnamen voorhanden:
- Albany Records: Cuarteto Latinoamericano, Alberto Almarza (dwarsfluit), Anthony Bianco, contrabas
- Naxos: Tatiana Franco (dwarsfluit), Orquestra de Cámara Ibérica o.l.v. José Luis Temes (2010)